# Templari (slobodno zidarstvo)
Vitezovi templari (engl. Knights Templar), punim imenom Ujedinjeni vjerski, vojni i masonski redovi Hrama i svetog Ivana od Jeruzalema, Palestine, Rodosa i Malte (United Religious, Military and Masonic Orders of the Temple and of St John of Jerusalem, Palestine, Rhodes and Malta), jedan je od dodatnih redova u slobodnom zidarstvu koji predstavlja treće i završno tijelo američkog Yorčkog obreda, ali također djeluje i kao neovisni red engleskog sustava, pri čemu su oba oblika prvenstveno prisutna u angloameričkom kontekstu slobodnog zidarstva.
Za razliku od simboličkih stupnjeva koji se stječu u regularnim ivanovskim ložama – gdje je uvjet za članstvo dovoljna vjera u Vrhovno Biće, bez obzira na religijsku pripadnost – Red vitezova templara jedan je od dodatnih redova u kojem članstvo mogu steći isključivo slobodni zidari koji ispovijedaju kršćansku vjeru.  Među obvezama koje kandidat pri pristupu redu mora izreći nalazi se i ona o zaštiti i obrani kršćanske vjere.
Riječ "Ujedinjeni" u punom nazivu reda označava da se unutar istog sustava zajednički upravlja više povijesnih tradicija i više različitih redova. Ti redovi su prvenstveno vitezovi templari, vitezovi Malte, vitezovi svetog Pavla, te, isključivo unutar Yorčkog obreda, i vitezovi crvenog križa.
Kao što je Crveni križ cara Konstatina nadahnut Konstantinijanskim redom svetog Jurja, a Red vitezova Malte nadahnut Suverenim viteškim redom Malte, tako je i Red vitezova templara u slobodnom zidarstvu dobio naziv po srednjovjekovnom katoličkom vojnom redu istoga imena. Međutim, ne polaže nikakvo pravo na izravno nasljeđe izvornog templarskog reda.

## Povijest
Najranija dokumentirana veza između slobodnog zidarstva i križara potječe iz govora iz 1736. godine viteza Ramsaya. U tom govoru Ramsay je, bez povijesnih dokaza, tvrdio kako je europsko slobodno zidarstvo nastalo kroz kontakt "križarskih zidara" i vitezova Ivanovaca. Tu tvrdnju ponavlja i najraniji poznati ritual prve Velike lože Engleske, poznat kao Bernski rukopis, napisan na francuskom jeziku između 1740. i 1744. godine. Ramsaya je u francuski Red Templara inicirao njegov mentor francuski katolički nadbiskup François Fénelon, a ceremoniji je nazočio i njegov prijatelj Filip II. Orleanski, koji je u to vrijeme bio veliki meštar reda. To se zbilo oko 1710. godine. Tek nakon smrti Fénelona i Filipa II., Ramsay je primljen u slobodno zidarstvo oko 1730. godine. Budući da je njegova povezanost s templarima prethodila slobodnom zidarstvu za gotovo dvadeset godina, pretpostavlja se da je upravo on unio templarsku simboliku i motive u slobodno zidarstvo.
Godine 1751. barun Karl Gotthelf von Hund pokrenuo je Obred striktne opservancije, tvrdeći da je ritual primio od obnovljenog Templarskog reda u Parizu 1743. godine. Također je tvrdio da je upoznao dvojicu "nepoznatih poglavara" koji navodno upravljaju cjelokupnim slobodnim zidarstvom, među kojima je bio i princ Charles Edward Stuart. Red je postupno oslabio jer barun von Hund nikada nije pružio dokaze za svoje tvrdnje, te je ugašen ubrzo nakon njegove smrti.
Godine 1779. Loža "Visoki templari Irske iz Kilwinninga" (High Knight Templars of Ireland, Kilwinning Lodge) dobila je povelju od Matične lože Kilwinning u Škotskoj, čime je stekla ovlast za dodjeljivanje templarskog stupnja drugim ložama. Oko 1790. godine osnovan je Rani veliki tabor Irske (Early Grand Encampment of Ireland) koji je počeo izdavati povelje za templarske lože i transformirao se u Vrhovni veliki tabor (Supreme Grand Encampment) 1836. godine. Ovaj Rani veliki tabor je izdao nekoliko povelja i škotskim taborima, među kojima i Edinburškom taboru (Edinburgh Encampment) br. 31, osnovanom 1805. u Edinburghu. Taj je tabor kasnije postao poznat kao Veliki sabor vitezova templara u Edinburghu (Grand Assembly of Knights Templar in Edinburgh) i zatražio je povelju od vojvode od Kenta i Strathearna, tadašnjeg velikog majstora Reda u Engleskoj, što su i dobili 1811. Čini se da je templarski stupanj ušao u irske lože pod okriljem Drevne velike lože Engleske oko 1780. godine, a otprilike u isto vrijeme zabilježen je i u Yorku. U sustavu s pet stupnjeva koji su razvili Yorčki slobodni zidari, stupanj vitez Templara nalazio se između majstora i stupnja kraljevskog luka.
Templarsko slobodno zidarstvo u Engleskoj ušlo je u novu fazu 1791. godine, osnivanjem prve Velike konklave (Grand Conclave of England), na čijem je čelu bio Thomas Dunckerley kao veliki majstor. U to je vrijeme u Engleskoj bilo poznato osam templarskih tabora, od kojih su najistaknutiji bili Tabor "Otkupljenje" (Encampment of Redemption) u Yorku i Tabor "Balduin" (Baldwyn Encampment) u Bristolu, na čiji je poticaj Dunckerley i započeo svoje djelovanje. Pod njegovim vodstvom broj je tabora stalno rastao sve do njegove smrti 1795. godine. Dunckerley je temelj za taj razvoj postavio ne samo širenjem Reda, nego i standardizacijom rituala te uvođenjem urednog vođenja zapisnika i arhive. Naslijedio ga je Thomas Parkyns, 1. barun Rancliffe, kao novi veliki majstor. Uslijedilo je razdoblje stagnacije, koje je potrajalo sve do 1805. godine, kada je vojvode od Kenta i Strathearna, dotadašnji kraljevski pokrovitelj Reda, osobno preuzeo dužnost velikog majstora i time ponovno oživio red, otvarajući novo poglavlje rasta i razvoja. Unatoč tim ranim uspjesima, Velika konklava je između 1872. i 1895. godine doživjela razdoblje opadanja aktivnosti, da bi naposljetku bila ponovno ustrojena kao današnji Veliki priorat Engleske i Walesa.
Najraniji poznati zapisi o dodjeli stupnja viteza templara u Sjedinjenim Američkim Državama potječu iz Kapitela kraljevskog luka "Sv. Andrija", koji je tada nosio naziv Loža kraljevskog luka "Sv. Andrija" u Bostonu, Massachusetts, a datiraju iz 28. srpnja 1769. godine. Daljnji dokumenti svjedoče da je u istoj loži, 11. prosinca 1769., Paul Revere primljen u templarski red, dok je 14. svibnja 1770. istu čast primio i general Joseph Warren. U tom razdoblju nije postojala organizirana struktura vitezova templara, pa se ceremonija primanja u templarski stupanj odvijala uz odobrenje plave lože. Uobičajena praksa u to vrijeme bila je da slobodni zidari viših stupnjeva – posebno oni s većim ugledom i iskustvom – samostalno dodjeljuju više stupnjeve, uključujući i viteza templara, zaslužnim majstorima. Povremeno je uz ritual bila dodjeljivana i diploma kao potvrda čina. Nakon završetka Američke revolucije, postupno dolazi do osnivanja stalnih i službenih upravnih tijela koja preuzimaju ovlasti za dodjelu viših stupnjeva. Tako su formirani kapiteli i zapovjedništva kao trajne strukture unutar sustava. Vrhunac institucionalizacije predstavlja osnivanje vrhovnog zapovjedništva vitezova templara Sjedinjenih Američkih Država, poznatog kao Veliki tabor (Grand Encampment Knights Templar), koje je službeno uspostavljeno 22. lipnja 1816. godine.

## Ustroj
Red vitezova templara u slobodnom zidarstvu postoji u dvama oblicima: kao završni stupnjevi Yorčkog obreda te kao neovisno slobodnozidarsko tijelo. Oba sustava su u velikoj mjeri slična u svojoj praksi, iako postoje manje razlike u nazivima i redoslijedu dodjele stupnjeva.

### U Yorčkom obredu
U Sjedinjenim Američkim Državama, zapovjedništvo vitezova templara tradicionalno predstavlja posljednje tijelo kojemu se slobodni zidar pridružuje unutar Yorčkog obreda, nakon što prođe kroz kapitel kraljevskog luka i koncil kripte. Ipak, u nekim nadležnostima članstvo u koncilu nije obavezno i može se preskočiti.
Lokalna zapovjedništva (Commandery) vitezova templara djeluju pod velikim zapovjedništvom za svaku američku saveznu državu, no sva velika zapovjedništva su ujedno podređena i Velikom taboru Sjedinjenih Američkih Država (Grand Encampment of the United States). Ovakva dvostruka struktura rijetkost je među tijelima američkog slobodnog zidarstva, jer se većina izvještava isključivo na razini saveznih država. Lokalne organizacijske jedinice drugih redova imaju različite nazive: vijeće (Council) je tijelo Reda crvenog križa, priorat (Priory) je tijelo Reda vitezova Malte kao i vitezova sv. Pavla.
Dok kapitel dodjeljuje stupnjeve kraljevskog luka, a koncili dodjeljuje tzv. kriptične stupnjeve, zapovjedništvo vitezova templara svojim članovima dodjeljuje tri reda i jedan pripremni stupanj. Ovaj sustav se razlikuje od uobičajene strukture stupnjeva u ostatku slobodnog zidarstva i jedini je koji ne uključuje Hiramovu legendu, koja je temeljna u većini drugih obreda. Zapovjedništvo ne dodjeljuje stupnjeve, već redove koji označavaju novu dimenziju slobodnozidarskog razmišljanja jer se više ne oslanjaju na drevno graditeljstvo, već se temelje na idealima i praksama srednjovjekovnog viteštva i kršćanstva.
Redovi Yorčkog obreda koje dodjeljuje zapovjedništvo su:
- Slavni red crvenog križa (The Illustrious Order of the Red Cross)
- Stupanj svetog Pavla, ili Mediteranski prolaz (The Degree of Saint Paul [the Mediterranean Pass])
- Red vitezova Malte, ili Malteški red (The Order of the Knights of Malta [Order of Malta])
- Red Hrama (The Order of the Temple)

Prvi red u zapovjedništvu je Red crvenog križa, koji prikazuje priču o židovskom knezu Zorobabelu i njegovim nastojanjima da od perzijskog kralja Darija isposluje dozvolu za obnovu Salomonova hrama. Slijedi Red vitezova Malte koji se udaljava od starozavjetnog okvira slobodnog zidarstva i predstavlja prvi isključivo kršćanski red. U ovom redu, kandidat preuzima ulogu viteza križara koji se priprema za hodočašće u Svetu Zemlju. Posljednji i najuzvišeniji red Yorkškog obreda je Red Hrama, poznat i kao Red vitezova templara. I ovaj je red potpuno kršćanski. Kandidat ponovno simbolizira viteza križara, ovaj put onoga koji teži pridružiti se zapovjedništvu templara u doba križarskih ratova. Nakon što prođe niz kušnji koje ispituju njegovu vjeru, hrabrost i poniznost, biva nagrađen ispunjenjem svoje želje.

### Kao neovisno tijelo
Izvan sustava Yorčkog obreda, članstvo je isključivo putem poziva. Kandidati moraju biti majstori i dosegnuti stupanj kraljevskog luka te potpisati izjavu da ispovijedaju vjeru u Presveto Trojstvo. U nekim australskim saveznim državama više nije obvezno članstvo u kapitelu kraljevskog luka.
Lokalne organizacijske jedinice reda imaju različite nazive: preceptorat (Preceptory) je tijelo vitezova templara, kapitel (Chapter) je tijelo vitezova svetog Pavla, priorat (Priory) je tijela vitezova Malte. Sve te jedinice djeluju pod nadzorom velikog ili vrhovnog priorata, a između njih se ponekad nalazi pokrajinska razina uprave. U nekim nadležnostima, poput Engleske i Walesa, postoje zasebni Veliki priorat Hrama i Veliki priorat Malte, no u praksi veliki majstor i časnici obnašaju istodobno dužnosti u oba tijela, ravnopravno i bez razlika.
U okviru ovog sustava dodjeljuju se tri stupnja:
- vitez templar (Knight Templar), odnosno Red Hrama (Order of the Temple)
- vitez svetoga Pavla (Knight of St. Paul), uključuje i tzv. Sredozemni prolaz (Mediterranean Pass)
- vitez Malte (Knight of Malta), odnosno Malteški red (Order of Malta)

U Engleskoj i Walesu, rad Velikog priorata za Englesku i Wales te njihovih prekomorskih pokrajina organiziran je iz sjedišta Mark Masons' Hall u Londonu. Stupanj viteza templara je preduvjet za pristup drugim viteškim redovima u Engleskoj i Walesu poput: Svećenika vitezova templari Svetog kraljevskog luka, Vitezova sv. Tome iz Akre i Vitezova dobročinitelja Svetog grada.

## Stupnjevi ili redovi

### Vitez crvenog križa (samo u Yorčkom obredu)
Legenda Reda crvenog križa vremenski se nastavlja na razdoblje simbolički predstavljeno u stupnju Kraljevskog luka, kada se Izraelci vraćaju iz babilonskog ropstva u Jeruzalem kako bi obnovili Jeruzalemski hram. U središtu je lik Zorobabela, koji moli perzijskog kralja Darija da dopusti povratak Kovčega Saveza, odnesenih u Babilon nakon razaranja Prvog hrama od strane kralja Nabukodonosora, kao i da zaustavi neprijatelje koji ometaju obnovu svetog mjesta.
Ritual smješta kandidata u ulogu Zorobabela i prati njegov put prema kralju Dariju u Perzijsko Carstvo, oslanjajući se na motiv iz apokrifne Knjige Ezrine. Cilj reda je povezati simbolički svijet Starog zavjeta s Novim zavjetom, ali i prijelaz iz simbolike Kraljevskog luka u viteške redove Yorčkog obreda. Ritual je strukturiran u dvije zasebne cjeline:
- Zorobabelovo primanje u židovsko vijeće u Jeruzalemu, gdje mu se daje ovlast za misiju u Babilonu. Opremljen je mačem za obranu, pojasom koji ga podsjeća na njegovu svetu zadaću i lozinkom kako bi prošao pokraj stražara. Na svom putu, biva zarobljen po dolasku na područje pod vlašću kralja Darija.
- Na dvoru kralja Darija, Zorobabel obnavlja staro prijateljstvo s kraljem i biva imenovan u kraljevski dvor. Sudjeluje u retoričkom natjecanju s ostalim plemićima o temi: Što je najveće? Snaga vina? Moć kralja? Ili utjecaj žene? Zorobabel bira ženu, ali nadodaje još jednu, presudnu vrijednost – istinu. Njegov govor, u kojem veliča istinu iznad svih drugih sila, biva proglašen pobjedničkim, a kralj Darije mu ispunjava sve želje. Kao spomen na taj događaj, kralj osniva novi red – Red Crvenog križa i imenuje Zorobabela njegovim prvim članom. Slijedi prisega, dodjela znakova, stiska ruke, lozinke, kao i povijesno predavanje.

Temeljna pouka Reda Crvenog križa jest trijumf istine. Ona se slavi kao najuzvišenija sila nad kojom sve druge moći gube snagu. U tom smislu, red simbolički anticipira i riječi Isusa Krista: "Ja sam Put, Istina i Život."
U Engleskoj i Walesu, učenja Reda crvenog križa sadržana su unutar stupnja crvenog križa Babilona, koji čini dio Saveznih masonskih stupnjeva. Red Crvenog križa često se smatra sažetom verzijom tzv. crvenih ili zelenih stupnjeva, koji zajedno čine Red vitezova masona. Važno je ne miješati Red crvenog križa s Redom crvenog križa cara Konstatina, jer se radi o dvama potpuno različitim redovima s vlastitim simbolikama i ciljevima.

### Vitez svetoga Pavla
Ovaj se stupanj dodjeljuje kao preduvjet za primanje u Red vitezova Malte, i to u oba sustava – unutar Yorčkog obreda i u neovisnim (samostalnim) tijelima.
U "Uvodnim izjavama" rituala Reda Malte u Engleskoj, za kandidata se navodi: "Mora također primiti stupanj viteza svetog Pavla, uključujući Sredozemni prolaz". Pojam "Sredozemni prolaz" ponekad je izazivao zabunu, jer nije bilo jasno je li riječ o posebnom stupnju. Međutim, engleska izdanja knjige rituala od 1989. nadalje to razjašnjavaju navodeći: "Sredozemni prolaz jedno je od otkrivenja u okviru stupnja viteza svetog Pavla".
Stupanj viteza svetog Pavla temelji se na biblijskoj priči o brodolomu svetog Pavla na otoku Melita (današnja Malta ili Mljet).
Ovaj se stupanj u praksi izvodi gotovo kao "bočni stupanj" (side degree), što znači da manja skupina članova – obično njih trojica – izvede kandidata "na stranu" i verbalno mu prenese tajne stupnja, bez izvođenja punog ceremonijalnog rituala. Jedina razlika zbog koje se ovaj stupanj formalno ne smatra pravim bočnim stupnjem jest to što se tijelo reda ipak službeno otvara i zatvara od strane predsjedavajućeg časnika, prije i nakon prijenosa tajni.

### Vitez Malte
Ovaj se stupanj, odnosno red, univerzalno povezuje sa slobodnim zidarstvom vitezovima templara. U Yorčkom obredu dodjeljuje se prije templarskog reda, dok se u neovisnoj (samostalnoj) tradiciji dodjeljuje nakon stupnja viteza templara.
Red je poznat pod različitim razinama formalnosti, kao: Malteški red, Red vitezova Malte, ili punim nazivom: Drevni i masonski red svetog Ivana Jeruzalemskog, Palestinskog, Rodoskog i Malteškog (Ancient and Masonic Order of St John of Jerusalem, Palestine, Rhodes, and Malta). U praksi se najduži i najsvečaniji naziv koristi uglavnom na službenim dokumentima, ritualima i dopisima.
Ceremonija dodjele stupnja, koja se u neovisnim tijelima uvijek izvodi u cijelosti, objedinjuje tradiciju slobodnog zidarstva, povijesne prikaze Reda svetog Ivana, moralna učenja te načine prepoznavanja među članovima. U ritualu se koristi niz zastava, od kojih svaka simbolizira jednu od velikih bitaka povijesnog srednjovjekovnog Reda svetog Ivana. Priče tih bitaka služe kao temelj moralnih pouka koje ovaj stupanj prenosi kandidatima.
Dodjela Reda Malte u Yorčkom obredu može biti u punoj ili skraćenoj formi. Puna forma je ritualno bogata, složena i izuzetno dojmljiva, no nije uobičajena u svim zapovjedništvima. Skraćena forma predstavlja sažetak glavnih pouka punog rituala. U ritualu, kandidat simbolizira viteza koji se priprema za odlazak u križarski pohod u Svetu Zemlju. U tom procesu prima duhovnu i tjelesnu pripremu kako bi mogao podnijeti izazove puta koji je pred njim. Red Malte služi i kao prikladna priprema za Red Hrama, jer kandidatu pruža pouke iz Novog zavjeta, s posebnim naglaskom na osam Isusovih blaženstava. Simbol Reda je malteški križ, koji predstavlja upravo tih osam blaženstava, ali i osam jezika koje su nekoć govorili njegovi povijesni pripadnici. Kandidat se proglašava vitezom Malte i poučava se u riječima, znakovima i simbolima specifičnima za ovaj red.

### Vitez templar – Red Hrama
Izvorni srednjovjekovni Red vitezova templara osnovan je nakon Prvoga križarskog rata i djelovao je otprilike od 1118. do 1312. godine. Ne postoji nijedan povijesni dokaz koji bi povezivao srednjovjekovni templarski red s templarstvom u slobodnom zidarstvu, niti slobodnozidarske templarske organizacije tvrde da su u izravnom nasljednom odnosu s izvornim redom. Iako se ponekad tvrdi da se povezanost sa slobodnim zidarstvom temelji na tekstovima koji sugeriraju da su progonjeni templari pronašli utočište unutar slobodnog zidarstva, sam red jasno ističe da "ne postoji dokaz o izravnoj vezi između drevnog i današnjeg reda poznatog kao vitezovi templari".
Red Hrama započinje s kandidatom koji nakon duboke unutarnje refleksije pronalazi odgovore na određena pitanja te izražava želju da se pridruži zapovjedništvu vitezova templara. Kako bi se ispitala njegova vjera, upućuje ga se na višegodišnje hodočašće. No, ispunjen žarom i željom da učini nešto korisnije, zatraži i dobiva oprost od tog putovanja. Potom polaže svečanu i obvezujuću prisegu, nakon čega mu se određuje da određeni broj godina sudjeluje u viteškom ratovanju, kao kušnja njegove hrabrosti i ustrajnosti. Nakon što uspješno ispuni te izazove, biva primljen u utočište vitezova templara (Asylum), gdje sudjeluje u memorijalnim obredima. Tijekom tih obreda čita se tekst iz Novog zavjeta i prikazuje se inspirativna prezentacija. Zatim je kandidat pozvan na pokoru kao simbol svoje poniznosti. Nakon toga, u izuzetno svečanoj i dojmljivoj ceremoniji, konačno postaje član Reda Hrama. Pritom prima određene znakove, stisak ruke i lozinke, kao i tumačenje ključnih viteških oznaka templarskog reda: velike zastave (Grand Standard), pojasa (Baldric), Beauceanta (templarske dvobojne zastave), mača i mamuze. 
Duhovno značenje ovog uzvišenog reda za kršćanskog slobodnog zidara teško je dovoljno naglasiti. On pruža živopisnu vezu između obrtničkog zidarstva i kršćanske vjere, a posebno se ističe i nadahnjujući govor koji tijekom ceremonije drži Prelat.
Službena krilatica vitezova templara u američkom Yorčkom obredu glasi:
"In hoc signo vinces" – latinska inačica grčke fraze "εν τούτῳ νίκα" (en toutōi nika), što znači "u ovom [znaku] ćeš pobijediti".
Stupanj viteza templara povezan je s bogatom i svečanom odjećom, čiji se točni detalji razlikuju od zemlje do zemlje. Ritual koristi simboliku i tradiciju srednjovjekovnih templara kako bi se prenijele moralne pouke u skladu s biblijskim i kršćanskim naukom.

## Drugi obredi

### Templarski stupnjevi u Škotskom obredu
Povijest i legende o povijesnim vitezovima templarima igraju značajnu ulogu i u stupnjevima Drevnog i prihvaćenog škotskog obreda, osobito u 30. stupnju – vitez kadoš. Osim toga, pojedini drugi stupnjevi unutar Škotskog obreda također se ponekad nazivaju "templarskim stupnjevima", a među njima se izdvajaju 
28. stupanj (vitez zapovjednik Hrama), 29. stupanj (škotski vitez sv. Andrije), 32. stupanj (majstor kraljevske tajne) i 33. stupanj (glavni inspektor).

### Templarska tematika u općem slobodnom zidarstvu
Unatoč općem stajalištu slobodnog zidarstva da nijedna slobodnozidarska organizacija ne polaže pravo na izravno nasljeđe srednjovjekovnog Reda vitezova templara, pojedini stupnjevi i redovi očito su oblikovani po uzoru na taj povijesni red. Najprimjerenije ih je opisati kao "komemorativne redove" ili simboličke stupnjeve. Ipak, unatoč službenim izjavama bratstva, neki slobodni zidari, profani (non-Masons), pa čak i protumasonski autori, ustraju u tvrdnji da su određeni obredi ili stupnjevi izvorno bili pod izravnim utjecajem templarskog reda.
- Američka slobodnozidarska organizacija za mlade, poput Reda DeMolay namijenjenog mladićima, nose ime po Jacquesu de Molayu, posljednjem velikom meštru templarskog reda, koji je pogubljen tijekom konačnog progona templara početkom 14. stoljeća.[31]
- Stupanj viteza ružinog križa unutar Drevnog i prihvaćenog škotskog obreda, kao i počasnih redova poput Kraljevskog reda Škotske, često se tumače kao dokaz povijesne povezanosti templara i slobodnog zidarstva – iako za takvo uvjerenje ne postoji činjenična osnova.
- Kapela Rosslyn u blizini Edinburgha često se navodi kao navodna poveznica između vitezova templara i slobodnih zidara, ponajviše zbog reljefa koji navodno kombiniraju templarsku i slobodnozidarsku simboliku. Međutim, povjesničarka Louise Yeoman, zajedno s drugim stručnjacima za srednji vijek, tvrdi da je ta veza neutemeljena, ističući kako je kapelu izgradio William Sinclair kako bi se u njoj mogla služiti misa za duše članova njegove obitelji.[32] Povezanost kapele Rosslyn s slobodnim zidarima, ali i s templarima, snažno je osporio i Robert L. D. Cooper, kustos Muzeja i knjižnice Velike lože Škotske.[33][34][35] Pretpostavlja se da je bilo kakva simbolika slobodnog zidarstva u kapelu dodana naknadno, vjerojatno tijekom 1860-ih godina, kada je James St Clair-Erskine, 3. grof od Rosslyna, povjerio poznatom slobodnom zidarom, arhitektu Davidu Bryceu iz Edinburgha, restauraciju dijelova crkve – uključujući brojne rezbarije.[36]
- Prema legendama koje se spominju u nekim stupnjevima u slobodnom zidarstvu, vitezovi pod zapovjedništvom Sir Johna De Berminghama, prvog i posljednjeg grofa od Loutha, navodno su pomogli škotskom kralju Robertu Bruceu – koji je tada bio ekskomuniciran – tijekom Bitke kod Bannockburna.[37] No, ta priča potječe iz ljubavno-povijesnog romana iz 18. stoljeća i nema nikakvu povijesnu potvrdu. Upravo ta legenda čini temelj rituala Kraljevskog reda Škotske, počasnog reda u slobodnom zidarstvu kojoj se pristupa isključivo pozivom.
- Povezanost templara sa slobodnim zidarstvom dodatno se pokušava opravdati preko grofova od Rosslyna (St. Clair ili Sinclair), plemićke obitelji koja je povijesno dobro dokumentirana kao blisko povezana sa škotskim slobodnim zidarstvom – pri čemu je jedan njezin član bio i veliki majstor Velike lože Škotske.

## Rasprostranjenost
Veliki priorati ili velika zapovjedništva djeluju u više država diljem svijeta i to na područjima nadležnosti sljedećih regularnih velikih loža temeljem potpisanih konkordata:
- Regularne velike lože u SAD-u → Veliki tabor vitezova templara Sjedinjenih Američkih Država[19]
  -  Regularne velike lože u SAD-u → 49 velikih zapovjedništava, po jedno u svakoj saveznoj državi[18]
- Regularne Prince Hall velike lože u SAD-u → Veliki tabor vitezova templara Sjedinjenih Američkih Država i njenih nadležnosti[38]
- Regularne velike lože u Kanadi → Suvereni veliki priorat vitezova templara Kanade[39]
- Velika loža Škotske → Veliki priorat Škotske[40]
  -  Velika loža Tasmanije → Tasmanijska pokrajina
  -  Ujedinjena velika loža Novog Južnog Walesa i Teritorija australskog glavnog grada → Pokrajina Novog Južnog Walesa
  -  Ujedinjena velika loža Queenslanda → Pokrajina Queenslanda i Papua Nove Gvineje
- Velika loža Irske → Veliki priorat Irske[41]
- Ujedinjena velika loža Engleske → Veliki priorat za Englesku i Wales te njihovih prekomorskih pokrajina[2]
  -  Pokrajinski priorati u Engleskoj i Walesu[42][43]
  -  Velika loža Bolivije
- Veliki orijent Nizozemske → Veliki priorat u Nizozemskoj[44]
- Velika loža Španjolske → Veliki priorat Španjolske[45]
- Velika loža Finske → Veliki priorat Finske[46]
- Nacionalna velika loža Grčke → Veliki priorat Grčke[47]
- Velika loža britanske masonerije u Njemačkoj (UVLNJ) → Veliki priorat u Njemačkoj[48][49]
- Nacionalna velika loža Francuske → Veliki priorat za Francusku[50]
- Legalna/Regularna velika loža Portugala → Veliko zapovjedništvo vitezova templara Portugala[51]
- Veliki orijent Italije → Veliko zapovjedništvo vitezova templara Italije[52]
- Velika loža Austrije → Veliko zapovjedništvo Austrije[53]
- Nacionalna velika loža Rumunjske → Veliko zapovjedništvo "Kralj Ferdinand I." vitezova templara Rumunjske[54]
- Velika loža Hrvatske → Veliko zapovjedništvo vitezova templara Hrvatske[55]
- Velika loža Slovenije → Veliko zapovjedništvo vitezova templara Slovenije
- Nacionalna velika loža Togoa → Veliko zapovjedništvo vitezova templara Republike Togo[56]
- Regularne velike lože u Meksiku → Veliko zapovjedništvo vitezova templara Sjedinjenih Meksičkih Država
- Velika loža Paname → Veliko zapovjedništvo vitezova templara Paname[57]
- Regularne velike lože u Brazilu → Veliko zapovjedništvo vitezova templara za Saveznu Republiku Brazil[58]
- Velika loža Perua → Veliki priorat Perua[59][60][61]
- Velika loža Filipina → Veliko zapovjedništvo vitezova templara Filipina[62]
- Ujedinjena velika loža Viktorije → Veliki priorat Viktorije[63]
- Ujedinjena velika loža Queenslanda → Veliki priorat Queenslanda[64]
- Ujedinjena velika loža Novog Južnog Walesa i Teritorija australskog glavnog grada → Veliki priorat Novog Južnog Walesa i Teritorija australskog glavnog grada[65]
- Velika loža Južne Australije i Sjevernog teritorija → Veliki priorat Južne Australije[66]
- Velika loža Zapadne Australije → Veliki priorat Zapadne Australije
- Velika loža Novog Zelanda → Ujedinjeni veliki priorat Novog Zelanda[67]
- Velika loža Benina → Veliki priorat  Benina
- Velika loža Konga → Veliki priorat Ujedinjenih redova Konga